# Barbara Bach

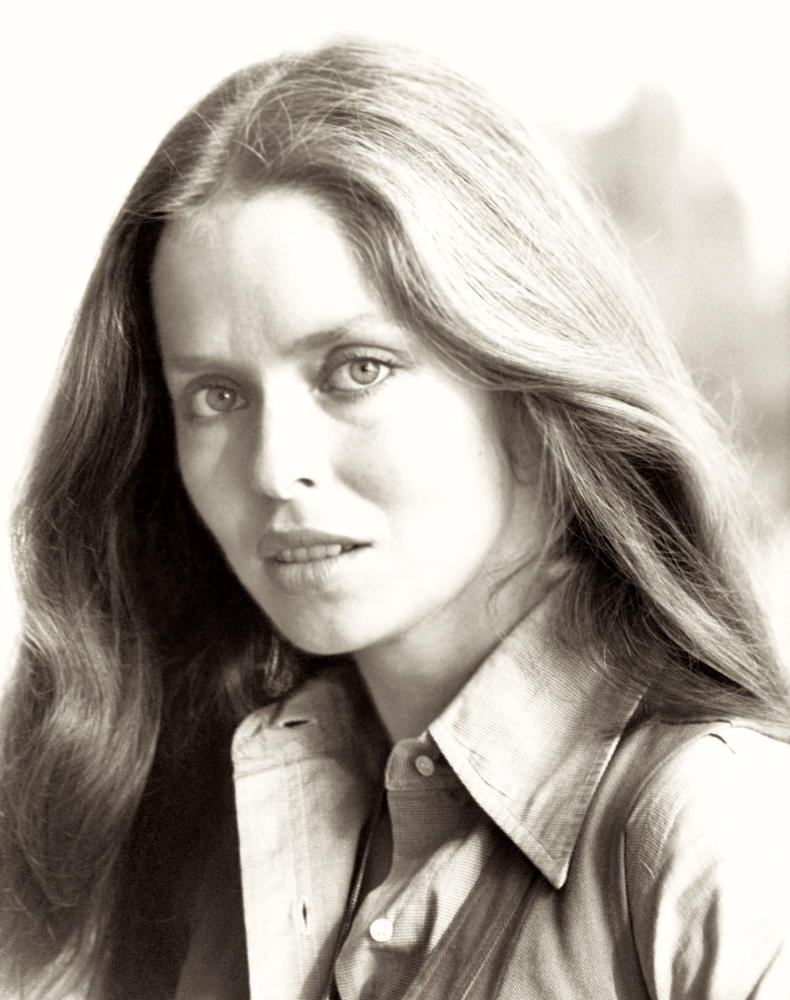
Barbara Bach, 1978

Barbara Bach, eigentlich Barbara Ann Goldbach, verheiratete Lady Starkey (* 28. August 1946 oder 27. August 1947 in Rosedale, Queens, Stadtbezirk von New York City), ist eine ehemalige US-amerikanische Schauspielerin und ehemaliges Model.

## Leben
Barbara Goldbach, die Tochter von Marjorie Mary Goldbach, geborene McKnight, und des New Yorker Polizisten Howard Irwin Goldbach, der aus Österreich stammte, begann im Alter von 16 Jahren als Fotomodell zu arbeiten und lernte dabei den italienischen Geschäftsmann Augusto Gregorini kennen. Sie folgte ihm nach Italien, wo sie heirateten und zwei Kinder zur Welt kamen: Francesca (* 1968) und Gian Andrea (* 1972). Das Paar ließ sich 1978 scheiden.
Eine ihrer ersten Rollen war die der Nausikaa in dem Fernsehachtteiler Die Odyssee (mit Bekim Fehmiu als Odysseus und Irene Papas als Penelope) aus dem Jahre 1968.

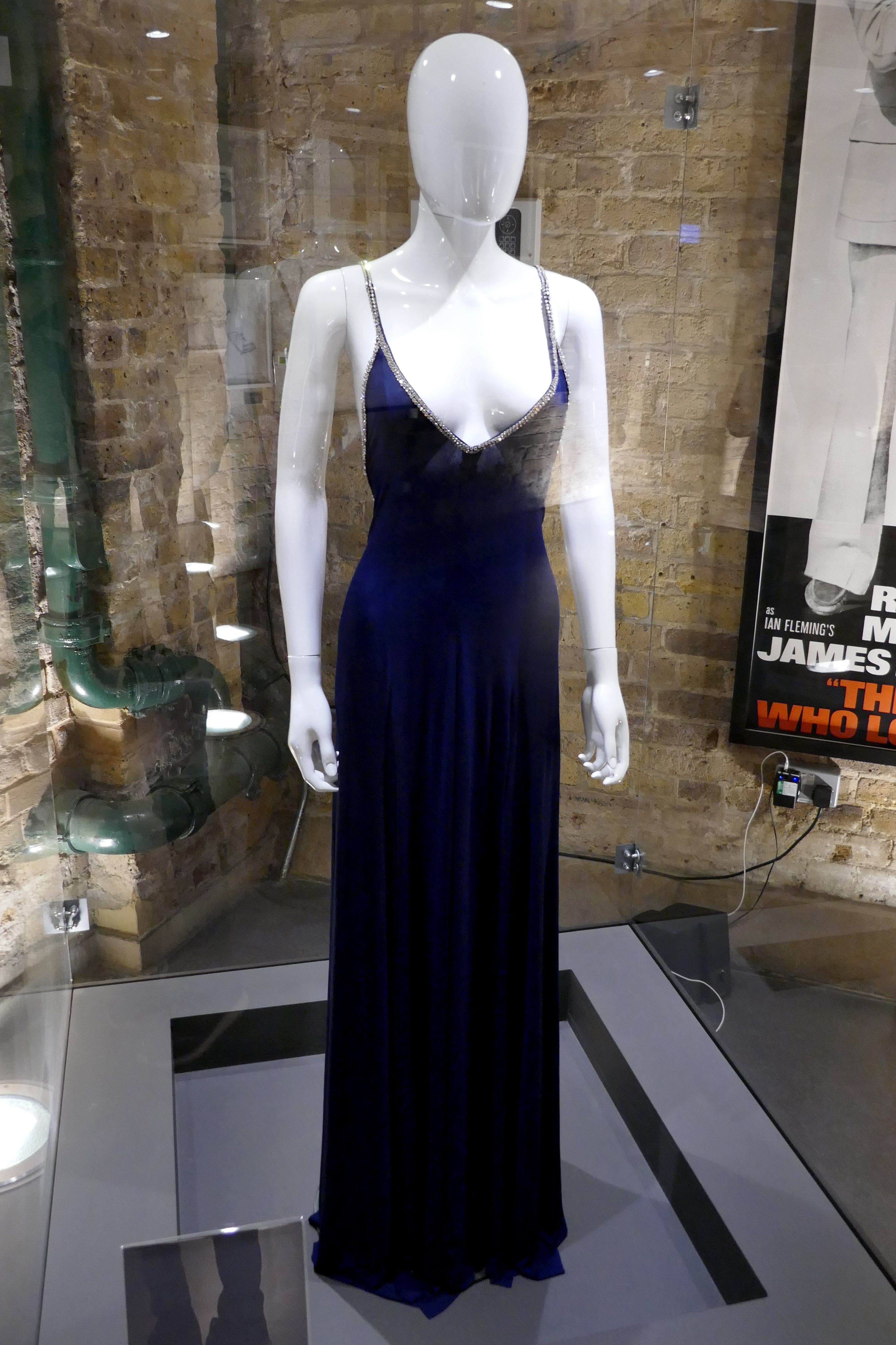
Kleid von Barbara Bach in Der Spion, der mich liebte

In den 1970er Jahren war Barbara Bach eines der gefragtesten Models der Welt und begann in Italien ihre Filmkarriere. Die Kombination von Schauspielerfahrung und blendendem Aussehen brachte ihr die Rolle als Bond-Girl neben Roger Moore in dem James-Bond-Streifen Der Spion, der mich liebte im Jahr 1977 ein. Der Film wurde zu ihrem größten Erfolg. In mehreren Filmen spielte sie zusammen mit Franco Nero. Popularität erreichte sie auch an der Seite von Mel Ferrer und Claudio Cassinelli in dem Film Die heilige Bestie der Kumas.
Im Jahr 1980 spielte sie an der Seite des ehemaligen Schlagzeugers der Band The Beatles Ringo Starr in der Steinzeit-Komödie Caveman – Der aus der Höhle kam. Sie verliebten sich während der Dreharbeiten und heirateten am 27. April 1981.
Barbara Bach konnte in den 1980er Jahren keine großen Filmerfolge mehr verbuchen und beendete 1987 ihre Schauspielkarriere. 1983/84 wirkte sie mit ihrem Ehemann Ringo Starr in Paul McCartneys Film Broad Street mit.
Ihre Schwester Marjorie Bach ist seit 2008 mit Joe Walsh von der Band Eagles verheiratet.

## Filmografie (Auswahl)
- 1968: Die Odyssee (L’Odissea, Fernseh-Achtteiler)
- 1971: Mio padre Monsignore – Regie: Antonio Racioppi
- 1971: Der schwarze Leib der Tarantel (La tarantola dal ventre nero) – Regie: Paolo Cavara
- 1971: Malastrana (La corta notte delle bambole di vetro) – Regie: Aldo Lado
- 1971: Un peu de soleil dans l’eau froide – Regie: Jacques Deray
- 1973: Diamantenpuppe (L’ultima chance)
- 1974: Ein Mann schlägt zurück (Il cittadino si ribella)
- 1975: Die Höllenfahrt (Il lupo dei mari) – Regie: Giuseppe Vari
- 1977: Tote Killer morden nicht (The Mask of Alexander Cross) (Fernsehfilm) – Regie: Bernard McEveety
- 1977: Der Supertyp (Ecco noi per esempio) – Regie: Sergio Corbucci
- 1977: Der Spion, der mich liebte (The Spy Who Loved Me)
- 1978: Der wilde Haufen von Navarone (Force 10 from Navarone)
- 1979: Insel der neuen Monster (L’isola degli uomini pesce) – Regie: Sergio Martino
- 1979: Kampf um die 5. Galaxis (L’umanoide)
- 1979: Die heilige Bestie der Kumas (Il fiume del grande caimano)
- 1979: Jaguar lebt (Jaguar Lives!) – Regie: Ernest Pintoff
- 1980: Die Kade(tt)ppen-Akademie (Up the Academy) – Regie: Robert Downey Sr.
- 1980: The Unseen – Das unsichtbare Böse (The Unseen) – Regie: Danny Steinmann
- 1981: Caveman – Der aus der Höhle kam (Caveman)
- 1983: Princess Daisy – Regie: Waris Hussein
- 1984: Broad Street (Give My Regards to Broad Street) – Regie: Peter Webb, Drehbuch: Paul McCartney